# 1989年の音楽
1989年の音楽（1989ねんのおんがく）では、1989年（1月7日まで 昭和64年、1月8日から平成元年）の世界の音楽状況について記述する。（各国語版に売り上げ金額の記述なし。日本語版でも金額は掲載しない）
1988年の音楽-1989年の音楽-1990年の音楽

## 概要・できごと
- 日本でWinkがヒットを連発した。トップ10に3作品ランクインさせた。
- 洋楽ではザ・キュアー 「ラヴソング」が全米ヒットとなった[1]。
- ニルヴァーナ（ナーヴァーナ）がアルバム「BLEACH」でメジャーデビュー。
- 日本でのCDプレーヤーの普及率 26.8% (内閣府「消費動向調査」)[2]。

### 詳細
- 2月11日 - TBS系で深夜番組『平成名物TV』が放送開始、同番組第1部として『三宅裕司のいかすバンド天国』（通称「イカ天」）がスタート。1990年12月29日まで2年に亘って続き、数多くのバンドがデビューした[3]。
- 2月17日 - デイヴィッド・カヴァデールが女優・モデルのタウニー・キタエンと結婚（1991年4月離婚）。
- 4月21日 - X（現：X JAPAN）、アルバム『BLUE BLOOD』でメジャーデビュー。
- 6月15日 - ニルヴァーナ、アルバム『BLEACH』でメジャーデビュー。
- 6月21日 - THE BLUE HEARTS、8枚目シングル『青空』を発売。
- 6月24日 - 入院加療中だった美空ひばりが間質性肺炎の症状悪化による呼吸不全により死去（享年52）。
- 7月11日 - 中森明菜が近藤真彦の自宅マンションで手首を切り自殺未遂、一命は取り留めたが当面の音楽活動を休止。
- 8月18日 - 全国高校野球選手権大会歌「栄冠は君に輝く」等の作曲を手掛けた作曲家、古関裕而がこの日に死去した（享年80）。
- 9月28日 - TBS系の音楽番組『ザ・ベストテン』が放送終了、最終回の1位は工藤静香「黄砂に吹かれて」。12年の歴史に幕。
- 10月9日 - C-C-B、日本武道館でのライブを最後に解散。
- 10月13日 - フジテレビ系でこの日深夜に生放送された『ヒットスタジオR&N』に出演したザ・タイマーズが、忌野清志郎が過去に発表した楽曲をFM東京（現：TOKYO FM）が放送禁止処分としたことを理由に、同局を名指しで批判する楽曲を本番中に突如演奏する。歌詞の内容の一部に、放送禁止用語が含まれていたため、各メディアで取り上げられ話題となる。
- 10月18日 -  フジテレビ系の音楽番組『夜のヒットスタジオ』が『夜のヒットスタジオDELUXE』→『夜のヒットスタジオSUPER』に改題、再び1時間番組に縮小する。
- 12月31日 - 第31回日本レコード大賞授賞式が開催され、Winkの「淋しい熱帯魚」が大賞に輝いた。

## 洋楽シングル
- ポーラ・アブドゥル 「ストレイト・アップ」
- ビッグ・ダディ・ケイン – 「アイ・ゲット・ザ・ジョブ・ダン」「Smooth Operator」
- ボビー・ブラウン 「マイ・プリロガティブ」[注 1]「オン・アワ・オウン」[注 2]「ロニ」[4]「エヴリ・リトル・ステップ」「ロック・ウィッチャ」
- ベリンダ・カーライル – Leave a Light On
- バングルス 「エターナル・フレーム」
- B-52's 「ラヴ・シャック」
- フィル・コリンズ 「アナザー・デイ・イン・パラダイス」[注 3]
- アリス・クーパー 「ポイズン」
- エルヴィス・コステロ 「ヴェロニカ」
- デ・ラ・ソウル 「ミー・マイセルフ&アイ」[注 4]
- E.U. 「テイスト・オブ・ユア・ラブ」[注 5]
- エルヴィス・コステロ 「ヴェロニカ」
- ガイ 「アイ・ライク」
- ザ・キュアー 「ラヴソング」[1]
- シェール 「ターン・バック・タイム」
- シニータ 「あの日にゲット・ライト・バック」[注 6]
- ジャネット・ジャクソン「ミス・ユー・マッチ」「リズム・ネイション」
- スウィング・アウト・シスター 「ホエア・イン・ザ・ワールド」
- スキッド・ロウ(USA) 「エイティーン・アンド・ライフ」
- ソニア 「ネヴァー・ストップ・ミー・ラヴィング・ユー」
- トーン・ロック 「ワイルド・シング」[注 7]
- マドンナ 「ライク・ア・プレイヤー」[5]
- ヴァン・モリソン 「ハヴ・アイ・トールド・ユー・レイトリー」
- マイク・アンド・ザ・メカニックス 「リヴィング・イヤーズ」
- R.E.M. 「スタンド」
- メイズ 「キャント・ゲット・オーバー・ユー」[6]

## 洋楽アルバム
- エアロスミス『パンプ』
- Anthrax – Penikufesin
- ボビー・ブランド『ミッドナイト・ラン』
- ボブ・ディラン、グレイトフル・デッド『ディラン&ザ・デッド』
- Bad Religion – No Control
- Black Sabbath – Headless Cross
- Dead or Alive – ヌード
- Blind Guardian – Follow the Blind
- Kate Bush – The Sensual World
- Phil Collins – But Seriously
- エリック・クラプトン  – Journeyman
- ジョージ・クリントン『シンデレラ・セオリー』
- Julee Cruise – Floating into the Night
- The Cult – Sonic Temple
- The Cure – Disintegration
- フルフォース『スムーヴ』
- V.A. OST『ドゥ・ザ・ライト・シング』
- エルヴィス・コステロ『スパイク』
- クイーン『ザ・ミラクル』
- ゲイリー・ムーア『アフター・ザ・ウォー』
- ジャネット・ジャクソン『リズム・ネイション1814』
- スウィング・アウト・シスター『カレイドスコープ・ワールド』
- スクーリーD『アム・アイ・ブラック・イナフ・フォー・ユー』
- ニュー・オーダー『テクニーク』
- ビッグ・ダディ・ケイン『イッツ・ザ・ビッグ・ダディ・シング』[7]
- メイズ『シルキー・ソウル』
- ロイ・オービソン『ミステリー・ガール』

## ジャズ
- アブドゥラ・イブラヒム（ダラー・ブランド）『アフリカン・リバー』

## クラシック音楽
- エリオット・カーター『ヴァイオリン・コンチェルト』

## 総合シングル年間トップ50 (オリコン)
※提供:オリコン (1988年12月5日付 - 1989年11月27日付)
- 1位 プリンセス・プリンセス：「Diamonds (ダイアモンド)」
- 2位 プリンセス・プリンセス：「世界でいちばん熱い夏」
- 3位 長渕剛：「とんぼ」
- 4位 光GENJI：「太陽がいっぱい」
- 5位 Wink：「愛が止まらない 〜Turn it into love〜」
- 6位 工藤静香：「恋一夜」
- 7位 Wink：「淋しい熱帯魚 〜Heart On Wave〜」
- 8位 工藤静香：「嵐の素顔」
- 9位 工藤静香：「黄砂に吹かれて」
- 10位 Wink：「涙をみせないで 〜Boys Don't Cry〜」
- 11位 光GENJI：「地球をさがして」
- 12位 長渕剛：「激愛」
- 13位 男闘呼組：「秋」
- 14位 斉藤由貴：「夢の中へ」
- 15位 浜田麻里：「Return to Myself 〜しない、しない、ナツ。」
- 16位 男闘呼組：「TIME ZONE」
- 17位 松任谷由実：「ANNIVERSARY 〜無限にCALLING YOU」
- 18位 爆風スランプ：「Runner」
- 19位 ZIGGY：「GLORIA」
- 20位 爆風スランプ：「リゾ・ラバ -Resort Lovers-」
- 21位 氷室京介：「SUMMER GAME」
- 22位 竹内まりや：「シングル・アゲイン」
- 23位 田原俊彦：「ごめんよ 涙」
- 24位 TM NETWORK：「DIVE INTO YOUR BODY」
- 25位 宮沢りえ：「ドリームラッシュ」
- 26位 吉幾三：「酒よ」
- 27位 中山美穂：「ROSÉCOLOR」
- 28位 中森明菜：「LIAR」
- 29位 THE BLUE HEARTS：「TRAIN-TRAIN」
- 30位 中村あゆみ：「ともだち」
- 31位 氷室京介：「MISTY〜微妙に〜」
- 32位 中山美穂：「Virgin Eyes」
- 33位 サザンオールスターズ：「さよならベイビー」
- 34位 男闘呼組：「CROSS TO YOU／ROCKIN' MY SOUL」
- 35位 美空ひばり：「川の流れのように」
- 36位 中山美穂：「Witches」
- 37位 チェッカーズ：「Room」
- 38位 Wink：「One Night In Heaven 〜真夜中のエンジェル〜」
- 39位 COMPLEX：「BE MY BABY」
- 40位 坂本冬美：「男の情話」
- 41位 南野陽子：「涙はどこへいったの」
- 42位 少年隊：「まいったネ今夜」
- 43位 森高千里：「17才」
- 44位 光GENJI：「剣の舞」
- 45位 渡辺美里：「ムーンライト ダンス」
- 46位 南野陽子：「トラブル・メーカー／瞳のなかの未来」
- 47位 香西かおり：「雨酒場」
- 48位 浅香唯：「TRUE LOVE」
- 49位 藤井郁弥：「Mother's Touch」
- 50位 米米CLUB：「FUNK FUJIYAMA」

## 音楽配信 (日本)

### 音楽配信ゴールド認定シングル
| 作品名                                                | 認定月             |
| トリプル・プラチナ                                    | トリプル・プラチナ |
| ----------------------------------------------------- | ------------------ |
| プリンセス・プリンセス「M」                           | 2014年11月         |
| プラチナ                                              |                    |
| DREAMS COME TRUE「未来予想図II」                      | 2014年1月          |
| X「紅」                                               | 2015年8月          |
| プリンセス・プリンセス「Diamonds (ダイアモンド)」     | 2017年12月         |
| ゴールド                                              |                    |
| BARBEE BOYS「目を閉じておいでよ」                     | 2014年8月          |
| COMPLEX「BE MY BABY」                                 | 2017年7月          |
| DREAMS COME TRUE「うれしい!たのしい!大好き!」         | 2020年10月         |
| 浜田麻里「Return to Myself 〜しない、しない、ナツ。」 | 2022年9月          |

## 総合アルバム年間トップ50(邦楽/洋楽・オリコン)
※オリコン (1988年12月5日付 - 1989年11月27日付)
- 1位 松任谷由実：『Delight Slight Light KISS』
- 2位 久保田利伸：『the BADDEST』
- 3位 長渕剛:『昭和』
- 4位 中森明菜：『BEST II』
- 5位 TM NETWORK：『CAROL 〜A DAY IN A GIRL'S LIFE 1991〜』
- 6位 杏里：『CIRCUIT of RAINBOW』
- 7位 BOØWY：『“SINGLES”』
- 8位 光GENJI：『Hey! Say!』
- 9位 工藤静香：『gradation』
- 10位 HOUND DOG 『GOLD』
- 11位 渡辺美里：『Flower bed』
- 12位 岡村孝子：『Eau Du Ciel (天の水)』
- 13位 THE BLUE HEARTS：『TRAIN-TRAIN』
- 14位 プリンセス・プリンセス：『LET'S GET CRAZY』
- 15位 TM NETWORK：『DRESS』
- 16位 浜田省吾：『Wasted Tears』
- 17位 氷室京介：『NEO FASCIO』
- 18位 BARBEE BOYS：『√5』
- 19位 Wink：『Especially For You 〜優しさにつつまれて〜』
- 20位 COMPLEX：『COMPLEX』
- 21位 レベッカ：『BLOND SAURUS』
- 22位 プリンセス・プリンセス：『LOVERS』
- 23位 浜田麻里：『Return to Myself』
- 24位 工藤静香：『JOY』
- 25位 マドンナ：『ライク・ア・プレイヤー』
- 26位 安全地帯：『I Love Youからはじめよう -安全地帯BEST-』
- 27位 爆風スランプ：『HIGH LANDER』
- 28位 Wink：『At Heel Diamonds』
- 29位 小比類巻かほる：『SO REAL』
- 30位 PERSONZ：『NO MORE TEARS』
- 31位 中森明菜：『CRUISE』
- 32位 サザンオールスターズ：『すいか SOUTHERN ALL STARS SPECIAL 61SONGS』
- 33位 JUN SKY WALKER(S)：『歩いていこう』
- 34位 光GENJI：『Hello…I Love You』
- 35位 矢沢永吉：『情事』
- 36位 BUCK-TICK：『TABOO』
- 37位 永井真理子：『Miracle Girl』
- 38位 中村あゆみ：『KIDS BLUE』
- 39位 工藤静香：『カレリア』
- 40位 美空ひばり：『特選集』
- 41位 久保田利伸：『Such A Funky Thang!』
- 42位 杉山清貴：『here & there』
- 43位 チェッカーズ：『Seven Heaven』
- 44位 中山美穂：『angel hearts』
- 45位 大江千里：『Sloppy Joe』
- 46位 徳永英明：『REALIZE』
- 47位 稲垣潤一：『HEART & SOUL』
- 48位 男闘呼組：『男闘呼組 二枚目』
- 49位 サディスティック・ミカ・バンド：『天晴』
- 50位 米米CLUB：『5 1/2』

## 音楽イベント
| 開催日   | タイトル                                                               |
| -------- | ---------------------------------------------------------------------- |
| 3月29日  | CLUB WONDER LAND ロック東京コレクション'89春 サイケ&ヘヴィロックナイト |
| 7月30日  | 第7回 PEACEFUL LOVE ROCK FESTIVAL 1989                                 |
| 7月30日  | POP ROCKET '89                                                         |
| 8月5日   | '89 SUPER JAM SUMMER ROCK FESTIVAL                                     |
| 8月6日   | SETODA SUNSET BEACH SOUND'89 女神たちの夏休み                          |
| 8月12日  | KIRIN SOUND TOGETHER POP HILL '89                                      |
| 8月20日  | Rock'n Roll Olympic 1989                                               |
| 12月31日 | 第40回NHK紅白歌合戦                                                    |

### 日本武道館公演
- 1月12日 - ラット
- 1月16日・17日・18日 - RED WARRIORS
- 1月19日・20日 - BUCK-TICK
- 1月23日・24日・25日・2月19日 - プリンセス・プリンセス
- 2月1日・2日・3日 - オフコース
- 2月7日・8日・9日・10日・14日・15日・16日・17日 - 松任谷由実
- 2月12日 - 中森明菜
- 2月18日 - THE STREET SLIDERS
- 2月21日・22日・23日 - TUBE
- 3月2日 - オジー・オズボーン
- 3月15日 - FENCE OF DEFENSE
- 4月19日・21日・22日・24日・25日・27日・28日 - TM NETWORK
- 5月9日 - BARBEE BOYS
- 5月11日 - 中山美穂
- 5月15日・16日・17日 - COMPLEX
- 6月6日・7日・8日 - 杏里
- 6月12日・13日・14日 - 爆風スランプ
- 6月20日 - ポイズン
- 7月4日・5日・6日 - ペット・ショップ・ボーイズ
- 7月7日・8日 - 浜田麻里
- 7月10日 - UNICORN
- 8月18日・19日・22日・23日・24日 - チェッカーズ
- 8月21日 - ZIGGY
- 9月18日・19日 - シンディー・ローパー
- 9月20日・21日 - シカゴ
- 9月27日 - 岡村靖幸
- 9月29日 - ジャクソン・ブラウン
- 10月9日 - C-C-B
- 10月30日・31日 - RED WARRIORS
- 11月2日 - 永井真理子
- 11月6日・7日 - リンゴ・スター & His All-Starr Band
- 12月4日 - FENCE OF DEFENSE
- 12月13日 - MULTI MAX
- 12月14日 - De-LAX
- 12月15日 - 甲斐よしひろ
- 12月16日・17日・18日 - 松田聖子
- 12月22日・23日・24日 - THE ALFEE
- 12月25日 - RCサクセション
- 12月26日・27日・28日・29日 - チェッカーズ

## 音楽賞

### 第31回日本レコード大賞
- 日本レコード大賞 - Wink：『淋しい熱帯魚』
- アルバム大賞 - 杏里：『CIRCUIT OF RAINBOW』
- 最優秀歌唱賞 - 石川さゆり：『風の盆恋歌』
- 最優秀新人賞 - マルシア：『ふりむけばヨコハマ』
- 特別栄誉歌手賞 - 美空ひばり：『川の流れのように』
- アルバムニューアーチスト賞 - BO GUMBOS：『BO&GUMBO』
- 金賞 - 坂本冬美：『男の情話』、細川たかし：『北国へ』、男闘呼組：『TIME ZONE』、光GENJI：『太陽がいっぱい』、荻野目洋子：『ユア・マイ・ライフ』、桂銀淑：『酔いどれて』、BAKUFU-SLUMP：『リゾ・ラバ』
- 新人賞 - 尾鷲義人：『恋やどり』、川越美和：『夢だけ見てる』、香田晋：『男同志』、田村英里子：『真剣』

### 第22回日本有線大賞
- 日本有線大賞 - プリンセス・プリンセス：『DIAMONDS』
- 最多リクエスト歌手賞 - プリンセス・プリンセス：『DIAMONDS』
- 最多リクエスト曲賞 - 竹内まりや『シングル・アゲイン』
- 最優秀新人賞 - X『ENDLESS RAIN』

### 第3回日本ゴールドディスク大賞
（対象期間 1988年2月1日 - 1989年1月31日）
- 邦楽 - BOØWY
- 洋楽 - ボン・ジョヴィ

### その他
| 賞                                                     | 受賞作・受賞者 |
| ------------------------------------------------------ | --- |
| 第31回グラミー賞                                       | - レコード・オブ・ザ・イヤー - ボビー・マクファーリン「ドント・ウォーリー・ビー・ハッピー」 - アルバム・オブ・ザ・イヤー - ジョージ・マイケル「フェイス」 - ソング・オブザ・イヤー - ボビー・マクファーリン「ドント・ウォーリー・ビー・ハッピー」 - ベスト・ニュー・アーティスト - トレイシー・チャップマン |
| 第27回ゴールデン・アロー賞                             | - 音楽賞 - 米米CLUB - 新人賞（音楽） - 田中美奈子、田村英里子、マルシア |
| 第22回下谷賞                                           | - 下谷賞 - 該当作なし - 佳作 - 長谷川浩一「マイ・ハッピー・メモリーズ」 |
| 第22回全日本有線放送大賞                               | - 上期 - Wink「愛が止まらない 〜Turn it into love〜」 - 年間 - Wink「淋しい熱帯魚」 |
| 第22回日本作詩大賞                                     | - 大賞 - 石川さゆり「風の盆恋歌」 |
| 第21回サントリー音楽賞                                 | - 有田正広 |
| 第21回新宿音楽祭                                       | - 金賞 - マルシア、田村英里子 - 銀賞 - 細川直美、川越美和、麻生詩織、尾鷲義仁 - 銅賞 - 西野妙子ほか - 門馬良ほか - 審査員特別奨励賞 - 香田晋 |
| 第20回日本歌謡大賞                                     | - 大賞 - 光GENJI「太陽がいっぱい」 - 優秀放送音楽新人賞 - マルシア「ふりむけばヨコハマ」、田村英里子「真剣」 |
| 第19回モービル音楽賞                                   | - 邦楽部門 - 米川敏子 - 洋楽部門（本賞） - 吉田雅夫 - 洋楽部門（奨励賞） - 吉野直子 |
| 第19回創作合唱曲公募                                   | - 入賞 - 松崎泰治「枕草子による「春」」 - 佳作 - 信長貴富「モビール」 - 佳作 - 近藤直己「祝誕歌」 |
| 第18回FNS歌謡祭                                        | - グランプリ - 光GENJI「太陽がいっぱい」 - 最優秀歌唱賞 - 細川たかし「北国へ」 - 最優秀新人賞 - マルシア「ふりむけばヨコハマ」 - 最優秀ヒット賞 - PRINCESS PRINCESS - 最優秀視聴者賞 - 石川さゆり「風の盆恋歌」 - 特別賞 - 美空ひばり「川の流れのように」、CoCo「EQUALロマンス」                            |
| 第18回東京音楽祭                                       | - オフラ・ハザ「Im Nin'alu」 |
| 第17回銀座音楽祭                                       | - グランプリ - 田村英里子 - 銀座音楽祭賞 - TM NETWORK |
| 第17回ジロー・オペラ賞                                 | - オペラ大賞 - 該当者なし - オペラ賞 - 大島洋子、持木文子、高橋啓三 - 新人賞 - 錦織健、福島明也 - 特別賞 - 「十二夜」製作・上演関係者 |
| 第15回全日本歌謡音楽祭                                 | - ゴールデングランプリ - 光GENJI「太陽がいっぱい」 - 最優秀新人賞 - 田村英里子、マルシア |
| 第15回横浜音楽祭                                       | - 最優秀新人賞 - マルシア |
| 第15回日本テレビ音楽祭                                 | - 光GENJI「太陽がいっぱい」 |
| 第15回日本演歌大賞                                     | - 大賞 - 坂本冬美「男の情話」 |
| 第15回歌謡ゴールデン大賞・新人グランプリ               | - 田村英里子 |
| 第14回南里文雄賞                                       | - 日野皓正 |
| 第14回ライオンリスナーズグランプリ・FM東京最優秀新人賞 | - DREAMS COME TRUE |
| 第13回長崎歌謡祭                                       | - グランプリ - 田川寿美 |
| 第10回入野賞                                           | - 三輪眞弘『"赤ずきんちゃん伴奏器" メゾソプラノとコンピューター制作による自動ピアノのための』 |
| 第10回古賀政男記念音楽大賞（最終回）                   | - 石川さゆり「風の盆恋歌」 |
| 第9回日本作曲大賞                                      | - マルシア「ふりむけばヨコハマ」（作曲:猪俣公章） |
| 第8回メガロポリス歌謡祭                                | - 演歌大賞男性部門 - 五木ひろし（4度目） - 演歌大賞女性部門 - 島倉千代子 - ポップスグランプリポップス大賞 - 荻野目洋子 - 最優秀新人ダイヤモンド賞・最優秀新人賞 - マルシア、香田晋 |
| 第8回JASRAC賞                                          | - 金賞 - 瀬川瑛子「命くれない」（2度目） - 銀賞 - 長渕剛「乾杯」 - 銅賞 - 尾形大作「無錫旅情」 - 国際賞 - UFOロボ グレンダイザー BGM - 外国作品賞 - カバー・ガールズ「ショウ・ミー」 |
| 第8回中島健蔵音楽賞                                    | - 木村かをり - 西村朗 |
| 第7回咲くやこの花賞 音楽部門                           | - 武田博之 |
| 第6回現音作曲新人賞                                    | - 江村哲二 |
| 第3回TEENS' MUSIC FESTIVAL                             | - 熱演賞 - HYPER-AMMONITE - ハウスとんがり大賞 - 菊 - JOG大賞 - AMADEUS |

## デビュー
- 1月21日 - 岩田麻里／ルール違反、マルシア／ふりむけばヨコハマ
- 1月25日 - 松下里美／16 -sixteen-
- 2月1日 - NIGHT HAWKS／NIGHT HAWKS
- 2月21日 - VAXPOP／DRIVE AWAY／VAXPOP、草地章江／Sailing Alone／Not Alone、Sugar Tit's／JUICE、平松愛理／青春のアルバム
- 3月1日 - 河田純子／輝きの描写、COME ON BABY／愛してる
- 3月15日 - 田村英里子／ロコモーション・ドリーム
- 3月21日 - DREAMS COME TRUE／あなたに会いたくて、高橋貴代子／ナチュラル、MICA／SHAKIN’CHANCE
- 4月8日 - COMPLEX／BE MY BABY、山中すみか／4月白書
- 4月10日 - 星野由妃／恋人達の長い夜
- 4月21日 - X／BLUE BLOOD、里中茶美／ティーンエイジ・セレナーデ、ボ・ガンボス／時代を変えるたびに出よう、REG-WINK／Reg-Wink
- 4月25日 - LINDBERG／ROUTE 246、細川直美／君はどこにいるの
- 4月28日 - 増田未亜／ハートは水色
- 5月5日 - 島崎和歌子／弱っちゃうんだ
- 5月21日 - JETZT／So Long Dear Friend／THE NEW WORLD、尾鷲義人／恋やどり、KISS ME QUICK／気づいてほしい、THE BOOM／君はTVっ子、THE MINKS／THE MINKS LIVE(VHSでデビュー)、多岐川舞子／男灘、千葉美加／BRAND-NEW TOMORROW
- 5月24日 - 井上昌己／メリー・ローランの島
- 5月25日 - 麻生詩織／恋唄綴り、田原音彦／逢いにいきたい、林原めぐみ／約束だよ(正式デビューは1991年3月)、丸山みゆき／Say Good-bye
- 6月7日 - 香田晋／男同志
- 6月21日 - 横道坊主／DIRTY MARKET、COLOR／BROKEN TAVERN (New Remix)、Jaco:neco／Jaco:neco、THE STRIKES／VOX&BEAT、ニューエスト・モデル／ソウルサバイバーの逆襲
- 6月25日 - JUSTY-NASTY／言いだせなくて
- 7月1日 - 富樫明生／Let's ABC
- 7月21日 - ELIKA／NEW VISION、K・Chaps!／世界で一番～LIKE A MOON～、メスカリン・ドライヴ／笑いっぱなしの島、須藤和美／TIME ～ 時を越えて、THE BELL'S／RUN RUN RUN、VELVET PΛW／VELVET PΛW
- 7月26日 - 田中美奈子／涙の太陽
- 8月21日 - オヨネーズ／麦畑、G-クレフ／Pell-Mell、田山真美子／青春のEVERGREEN、日原麻貴／禁じられたDesire
- 8月25日 - 野中彩央里／やらんかい、フリッパーズ・ギター／three cheers for our side〜海へ行くつもりじゃなかった、MOMOKO／How I Wish
- 9月1日 - カステラ／ビデオ買ってよ／世界の娯楽、平沢進／時空の水、THE 真心ブラザーズ／うみ
- 9月6日 - CoCo／EQUALロマンス、吉田栄作／どうにかなるさ -Chasing My Dream-
- 9月15日 - 宮沢りえ／ドリームラッシュ
- 9月21日 - 藤あや子／おんな（再デビュー）、MARQUEES／MARQUEE
- 9月25日 - SOFT BALLET／EARTH BORN
- 10月5日 - ミック・ブロズナン／CO-COLO上天気
- 10月8日 - スカフレイムス／トウキョウ・ショット／SKA FEEVER
- 10月10日 - JITTERIN'JINN／エヴリデイ
- 10月11日 - MOJO CLUB／ブギ・ナイト
- 10月21日 - 小野リサ／カトピリ、詩人の血／青空ドライブ／What if…、SHINE'S／私の彼はサラリーマン、中村幸代／YUKIYO、21世紀楽団／IS IT LOVE／ロマネスク、パリ・テキサス／セクシー・キャット、The ピーズ／バカになったのに、山口弘美／つよがり、RABBIT／Good time & bad time
- 10月28日 - 小室哲哉／RUNNING TO HORIZON（ソロデビュー）
- 11月11日 - 黒沢光義／Try Again
- 11月15日 - 松井常松／よろこびのうた（ソロデビュー）
- 11月21日 - 栗林誠一郎／LA JOLLA、須川展也／ワンス・アポン・ア・タイム、Han-na／暗くなるまでまって、ビリケン／ビリケン、真木由布子／いのち花
- 11月22日 - 佐田玲子／くらやみ乙女（ソロデビュー）
- 11月29日 - 佐々木望／やっぱり恋だろう
- 12月1日 - AURA／ドリーミングナウ
- 12月6日 - ribbon／リトル☆デイト
- 12月13日 - ピクルス／Magical Mystery Boy
- 12月15日 - 星美里／しほり
- 12月16日 - AGGRESSIVE DOGS a.k.a UZI-ONE／SHUT UP!FIELD OF THE DOWN and USE!BURNING GO!!

## 結成
- アーカード・ストリング・トリオ（ - 1993年、2018年 - ）
- アクセル・ルディ・ペル
- アライツ・エタ・マイデル（ - 2004年）
- AREPOS
- アン・ヴォーグ
- アンリーシュド
- ELO Part II（ - 2000年）
- ウィルソン・フィリップス（ - 1993年、2004年 - 2006年、2010年 - ）
- ウームフ!
- エッジ・オブ・サニティ（ - 1999年）
- エンチャント（ - 2016年）
- 大島渚（ - 1991年）
- オーシャン・カラー・シーン
- オービタル（ - 2004年、2009年 - 2014年、2017年 - ）
- オールウェイズ（ - 1997年）
- オヨネーズ（ - 2014年）
- オルケストル・レヴォリューショネル・エ・ロマンティック
- カテドラル（ - 2013年）
- カフェ・タクーバ
- カルチャー・ビート
- カントリー・シスターズ
- ガンマ・レイ
- ギャラクティック・カウボーイズ（ - 2000年、2016年 - ）
- ケミカル・ブラザーズ
- 神戸市混声合唱団
- コーパス・グラインダーズ（ - 1999年、2014年 - ?）
- CoCo（ - 1994年）
- コロラド交響楽団
- The Kaleidoscope（ - 2004年）
- THE BARRETT（ - 1993年）
- THE BAND HAS NO NAME
- the pillows
- サイバーニュウニュウ（ - 1992年、2015年 - 2017年）
- サンダー（ - 2000年、2002年 - 2009年、2011年 - ）
- サンパルオーケストラ
- シーズン・トゥ・リスク
- C-BA（ - 1994年?）
- 渋さ知らズ
- SHINE'S（ - 1991年?）
- JACKS'N'JOKER（ - 1993年）
- シャンバラ
- ジョーボックス（ - 1997年、2019年 - ）
- Choro Club
- Gilles de Rais（ - 1995年）
- 白鳥セブン（ - 1991年）
- Sopor Aeternus and The Ensemble of Shadows
- ZOO（ - 1995年）
- スウェード（ - 2003年、2010年 - ）
- STRAWBERRY FIELDS（ - 1993年）
- スナップ!（ - 1996年、2000年 - ）
- SLAM CAVALLEY（ - 1995年、2019年 - ）
- 3T
- スロウダイヴ（ - 1995年、2014年 - ）
- スワーヴドライヴァー（ - 1998年、2008年 - ）
- SEX MACHINEGUNS
- SOY SAUCE SONIX（ - 1993年）
- ソー・プレート・セイム・プレコンスィート
- ダーク・トランキュリティ
- タイプ・オー・ネガティヴ（ - 2010年）
- 脱線3
- ダム・ヤンキース（ - 1996年、1998年 - 2001年）
- タリスマン（ - 2007年）
- DMBQ
- DS455
- ティーンエイジ・ファンクラブ
- ディクシー・チックス
- デイジー・チェインソー（ - 1995年）
- 電気グルーヴ（ - 2001年、2004年 - ）
- TOKYO YANKEES
- TOKIO
- Dr.StrangeLove
- Trenkwalder
- DORO
- NUKEY PIKES（ - 1997年）
- ネクロフォビック
- ネクロマンティクス
- BAKU（ - 1992年）
- ハム（ - 2000年、2008年 - 2013年、2015年 - ）
- Valentine D.C.（ - 1999年、2007年 - ）
- Han-na（ - 1991年）
- BILLY & THE SLUTS
- HUMAN SOUL（ - 1996年）
- Falcom Sound Team jdk
- フィア・ファクトリー（ - 2006年、2009年 - ）
- フェスターデイ
- 4ヒーロー
- BUDDHA BRAND（ - 2005年、2019年 - ）
- ブラー（ - 2003年、2009年 - ）
- ブラック・クロウズ（ - 2002年、2005年 - 2015年、2019年 - ）
- ブラボー（ - 1991年）
- フラワーカンパニーズ
- フランス交響楽団（ - 1997年）
- ブリッジ（ - 1995年）
- ヴェーセン
- ベヘリット（ - 1996年、2008年 - ）
- ベル・ビヴ・デヴォー
- ヘルメット（ - 1998年、2004年 - ）
- ボララル
- MAD3（ - 2009年、2016年 - ）
- マリリン・マンソン
- MULTI MAX（ - 1997年）
- Me&My
- Mr.Children
- ムシカ・デ・マエストロス
- メイン・ソース
- MEN'S 5
- MORE DEEP（ - 1995年）
- モダンチョキチョキズ（ - 1997年、2020年 - ）
- モンスター・ムーヴィー
- やまだかつてないバンド（ - 1990年?）
- ゆらゆら帝国（ - 2010年）
- RHYMESTER
- 楽天使（ - 1990年）
- RAZZ MA TAZZ（ - 1999年、2019年 - ）
- RABBIT（ - 1996年）
- LA-LA Deux（ - 2001年）
- LANPA（ - 1994年）
- リヴァードッグス
- ribbon（ - 1994年）
- 旅行スケッチ
- Luis-Mary]（ - 1993年）
- LUNA SEA（ - 2000年、2010年 - ）
- LADIA（ - 1995年）
- ロイツマ
- ロイヤル・ハント
- ロッテンハッツ（ - 1994年）
- ロリータ18号

## 解散・活動休止
- アウト・オブ・ザ・ブルー
- アクセプト（1993年再結成）
- A-JARI
- 一世風靡セピア
- エイス・ワンダー
- OK's
- オフコース（2月26日）
- カコフォニー
- Krís Kríngl
- クワイエット・ライオット（1991年再結成）
- ゲルニカ
- THE ALPHA（4月11日）
- The Orchids
- THE BAND HAS NO NAME（2005年再結成）
- C-C-B（10月9日）
- ZIG ZAG（9月）
- シャングリラス
- 少女隊
- 人生（4月26日）
- スメタナ弦楽四重奏団
- 3
- セトレ
- タンク（1997年再結成）
- チューリップ（1997年再結成）
- T.V.
- てつ100%
- デバージ
- デンバー交響楽団（3月25日）
- ドゥルグックァ
- ナイト・レンジャー（1991年再結成）
- バングルス（2000年再結成）
- PINK
- ザ・ファントムギフト
- 44MAGNUM（4月4日）2002年復活
- ブラック・アンド・ブルー
- BLUEW
- ブルー・トニック（2015年再結成）
- PRESENCE（11月9日）
- MUTE BEAT
- 夢幻
- UFO（1991年活動再開）
- ラ・ムー（9月）
- REACTION（3月）2006年再結成
- レーサーX（1999年再結成）
- RED WARRIORS（10月31日）1996年再結成
- ローズ・オブ・ザ・ニュー・チャーチ

## 再結成
- アンブロージア
- オールマン・ブラザーズ・バンド（ - 2014年）
- ザ・スターリン（ - 1992年）
- Sadistic Mica Band（1年のみ）
- スリー・グレイセス
- ザ・タイガース（1年のみ）
- バズコックス
- ザ・ロッカーズ（ - 1991年）

## 誕生
出身地または国籍が 日本である人物の国名表記は省略。
- 1月3日 - 梅田彩佳（福岡県、元AKB48、NMB48、DiVA）
- 1月21日 - 壱岐尾彩花（東京都、ファッションモデル、タレント、歌手）
- 1月24日 - 中西優香（愛知県、元SKE48、SKE48初代キャプテン）
- 1月26日 - OMSB（ アメリカ合衆国、ヒップホップMC、SIMI LAB）
- 2月1日 - 楠田亜衣奈（千葉県、声優・歌手、μ's）
- 2月15日 - 西脇綾香（広島県、Perfume）
- 2月16日 - 八坂沙織（東京都、元SUPER☆GiRLS）
- 2月19日 - 首藤義勝（埼玉県、ミュージシャン、KEYTALK）
- 2月25日 - 花澤香菜（東京都、歌手・声優）
- 2月26日 - YU（、歌手、I Don't Like Mondays.）
- 2月27日 - 清水翔太（大阪府、歌手）
- 3月6日 - 岩田剛典（愛知県、ダンサー、俳優、三代目 J SOUL BROTHERS from EXILE TRIBE/EXILE）
- 3月6日 - 南壽あさ子（千葉県、歌手）
- 3月7日 - SATOMI'（山口県、歌手）
- 3月8日 - 松井恵理子（愛知県、声優・歌手）
- 3月9日 - テヨン（ 韓国、少女時代）
- 3月16日 - 工藤晴香（大阪府、声優・歌手、Roselia）
- 3月18日 - 西野カナ（三重県、歌手）
- 3月24日 - 長谷川瑠美（東京都、元アイドリング!!!）
- 3月30日 - 岡田彩菜（東京都、歌手）
- 4月1日 - 宇浦冴香（千葉県、歌手）
- 4月8日 - 高橋瞳（宮城県、歌手）
- 4月14日 - 益山武明（沖縄県、声優・歌手）
- 4月18日 - ジェシカ（ アメリカ合衆国、少女時代）
- 4月21日 - 寺田有希（大阪府、女優・歌手・タレント）
- 4月25日 - ラマーズP（香川県、ボカロP）
- 4月30日 - ウヨン（ 韓国、2PM）
- 4月30日 - 奥野涼（奈良県、歌手、KIDS）
- 5月3日 - 酒井瞳（宮崎県、アイドリング!!!）
- 5月5日 - クリス・ブラウン（ アメリカ合衆国、歌手）
- 5月7日 - 土岐隼一（東京都、声優・歌手）
- 5月8日 - 木下航志（鹿児島県、歌手）
- 5月8日 - 宇宙まお（東京都、歌手）
- 5月15日 - サニー（ 韓国、少女時代）
- 5月19日 - 久保ユリカ（奈良県、声優・歌手、μ's）
- 5月27日 - 清竜人（大阪府、歌手、清竜人25）
- 5月28日 - 林明日香（大阪府、シンガーソングライター）
- 5月29日 - 中嶋イッキュウ（滋賀県、歌手、tricot/ジェニーハイ）
- 5月30日 - ヒョミン（ 韓国、T-ARA）
- 6月5日 - 中島愛（茨城県、歌手・声優）
- 6月15日 - 大江翔萌美（東京都、元AKB48）
- 6月20日 - 滝口ミラ（大阪府、アイドリング!!!およびHOP CLUBの元メンバー）
- 6月23日 - 竹達彩奈（埼玉県、歌手・声優、petit milady）
- 7月3日 - 岡崎体育（兵庫県、歌手）
- 7月9日 - 安野希世乃（京都府、声優・歌手、ワルキューレ）
- 7月10日 - 虎南有香（北海道、中野風女シスターズ）
- 7月13日 - 道重さゆみ（山口県、元モーニング娘。）
- 7月16日 - 宮﨑薫（東京都、歌手）
- 7月17日 - 山根万理奈（島根県、歌手）
- 7月24日 - 尾崎裕哉（東京都、歌手）
- 7月31日 - 伊藤祥平（福岡県、歌手）
- 8月1日 - ティファニー（ アメリカ合衆国、少女時代）
- 8月1日 - 松岡卓弥（兵庫県、歌手、サーターアンダギー）
- 8月2日 - ジョナス・ブルー（ イングランド、音楽プロデューサー、DJ）
- 8月5日 - 河村唯（静岡県、アイドリング!!!）
- 8月7日 - 平田璃香子（愛知県、元SKE48）
- 8月9日 - 浦田わたる（埼玉県、歌手、浦島坂田船）
- 8月22日 - ほな・いこか（東京都、歌手、ゲスの極み乙女。）
- 8月23日 - TeddyLoid（静岡県、音楽プロデューサー、galaxias!）
- 8月31日 - 桐山照史（大阪府、WEST.）
- 9月1日 - ビル・カウリッツ（ ドイツ、トキオ・ホテル）
- 9月2日 - ゼッド（ ロシア・ソビエト連邦社会主義共和国、音楽プロデューサー、DJ）
- 9月5日 - 植田圭輔（大阪府、俳優・歌手）
- 9月11日 - 熊本野映（埼玉県、ベーシスト、新・チロリン、元The Bittles）
- 9月11日 - 倉持明日香（神奈川県、AKB48およびフレンチ・キスの元メンバー）
- 9月21日 - ジェイソン・デルーロ（ アメリカ合衆国、歌手）
- 9月22日 - ヒョヨン（ 韓国、少女時代）
- 9月25日 - ゆよゆっぺ（茨城県、ミュージシャン、GRILLED MEAT YOUNGMANS）
- 9月27日 - 大久保瑠美（愛媛県、声優・歌手、七森中☆ごらく部）
- 10月4日 - Rihwa（北海道、歌手）
- 10月5日 - 小野賢章（福岡県、声優・歌手）
- 10月21日 - May'n（愛知県、歌手）
- 10月23日 - 佐伯美香（栃木県、元AKB48）
- 10月25日 - DJみそしるとMCごはん（静岡県、ヒップホップMC）
- 10月26日 - 真桜（群馬県、歌手）
- 11月1日 - 諸塚香奈実（埼玉県、元チャオ ベッラ チンクエッティ）
- 11月11日 - 田中れいな（福岡県、LoVendoЯ、元モーニング娘。）
- 11月14日 - 竹田昌和（、歌手、ウソツキ）
- 11月16日 - 大江裕（大阪府、演歌歌手）
- 11月28日 - ヒグチアイ（長野県、歌手）
- 12月1日 - 志麻（高知県、歌手、浦島坂田船）
- 12月5日 - ユリ（ 韓国、少女時代）
- 12月8日 - 村上佳佑（静岡県、歌手）
- 12月10日 - 牧達弥（大分県、歌手、go!go!vanillas）
- 12月13日 - 古川愛李（愛知県、元SKE48）
- 12月13日 - テイラー・スウィフト（ アメリカ合衆国、歌手）
- 12月16日 - fumika（長崎県、歌手）
- 12月16日 - 桐谷美玲（千葉県、女優・ファッションモデル・歌手）
- 12月26日 - 城南海（鹿児島県、歌手）
- 12月27日 - 内田真礼（東京都、声優・歌手）
- 12月31日 - AKINO（ アメリカ合衆国、bless4）

## 死去
- 1月23日 - 高橋良明（東京都、歌手 *1972年）
- 1月31日 - 芥川也寸志（東京都、作曲家、*1925年）
- 2月6日 - キング・タビー（ ジャマイカ、DJ・音楽プロデューサー、*1941年）
- 3月19日 - アラン・シヴィル（ イギリス、ホルン奏者、*1929年）
- 5月10日 - ウディ・ショウ（ アメリカ合衆国、トランペット奏者、*1944年）
- 6月2日 - 渡辺岳夫（東京都、作曲家、*1933年）
- 6月22日 - アンリ・ソーゲ（ フランス、作曲家、*1901年）
- 6月24日 - 美空ひばり（神奈川県、歌手、*1937年）
- 7月5日 - エルネスト・アルフテル（ スペイン、作曲家、*1905年）
- 7月16日 - ヘルベルト・フォン・カラヤン（ オーストリア、指揮者、*1908年）
- 8月1日 - ジョン・オグドン（ イギリス、ピアニスト、*1937年）
- 8月18日 - 古関裕而（福島県、作曲家、*1909年）
- 8月25日 - ゴナ・ベアウ（ デンマーク、作曲家、*1909年）
- 9月14日 - ペレス・プラード（ キューバ、マンボ演奏家、*1916年）
- 9月15日 - ジャン・デガエターニ（ アメリカ合衆国、歌手、*1933年）
- 9月22日 - アーヴィング・バーリン（ アメリカ合衆国、作詞家・作曲家、*1888年）
- 9月30日 - ヴァージル・トムソン（ アメリカ合衆国、作曲家、*1896年）
- 10月1日 - ヴィトルド・ロヴィツキ（ ポーランド、指揮者、*1914年）
- 10月12日 - カーメン・キャバレロ（ アメリカ合衆国、ピアニスト、*1913年）
- 11月5日 - ヴラジーミル・ホロヴィッツ（ ソビエト連邦、ピアニスト、*1903年）
- 11月23日 - 志賀真理子（神奈川県、歌手 *1969年）
- 12月5日 - ジョン・プリッチャード（ イギリス、指揮者、*1921年）
- 12月26日 - レノックス・バークリー（ イギリス、作曲家、*1903年）